# ワーグナー宝飾店 (ウィーン)
ワーグナー宝飾店（略称：ワーグナー、ドイツ語: Juwelier Wagner）は、ウィーンに本拠地を置くオーストリアの同族経営企業。1917年にパウル・ワーグナーが創業。第二次世界大戦後に彼の子どもたちが会社を受け継ぎ、現在は三代目のヘルマン・グマイナー・ワーグナーが経営にあたっている。ワーグナーは高級ジュエリー・時計の専門店で、オーストリアで初のロレックス正規品販売店である。ウィーン市ケルントナー通りの本店に、金細工工房および時計工房、事務所を構えている。ワーグナー宝飾店は、オーストリアを代表するマーケットリーダーである。

## 沿革

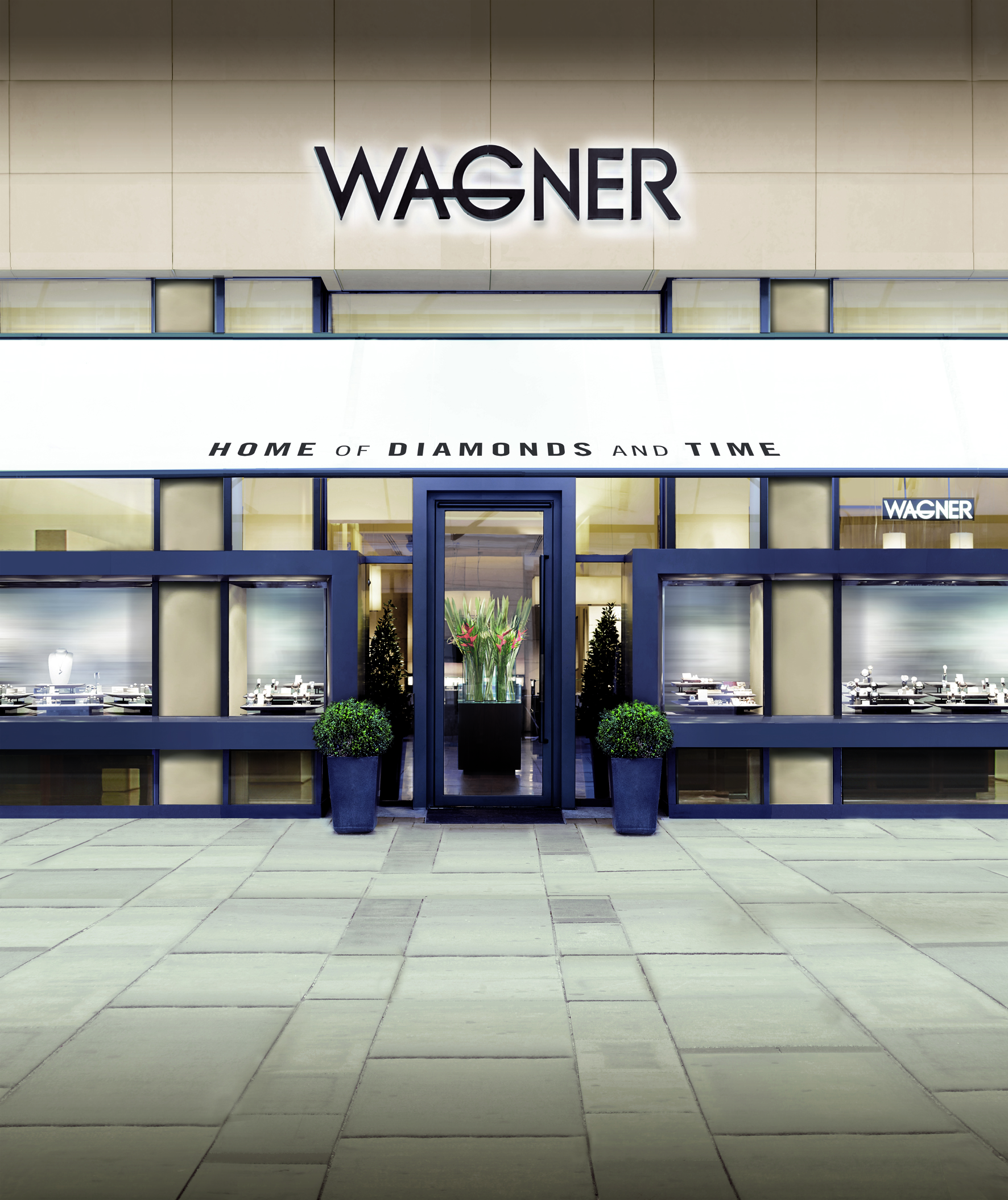
ウィーンのユヴェリエ・ワーグナー本社

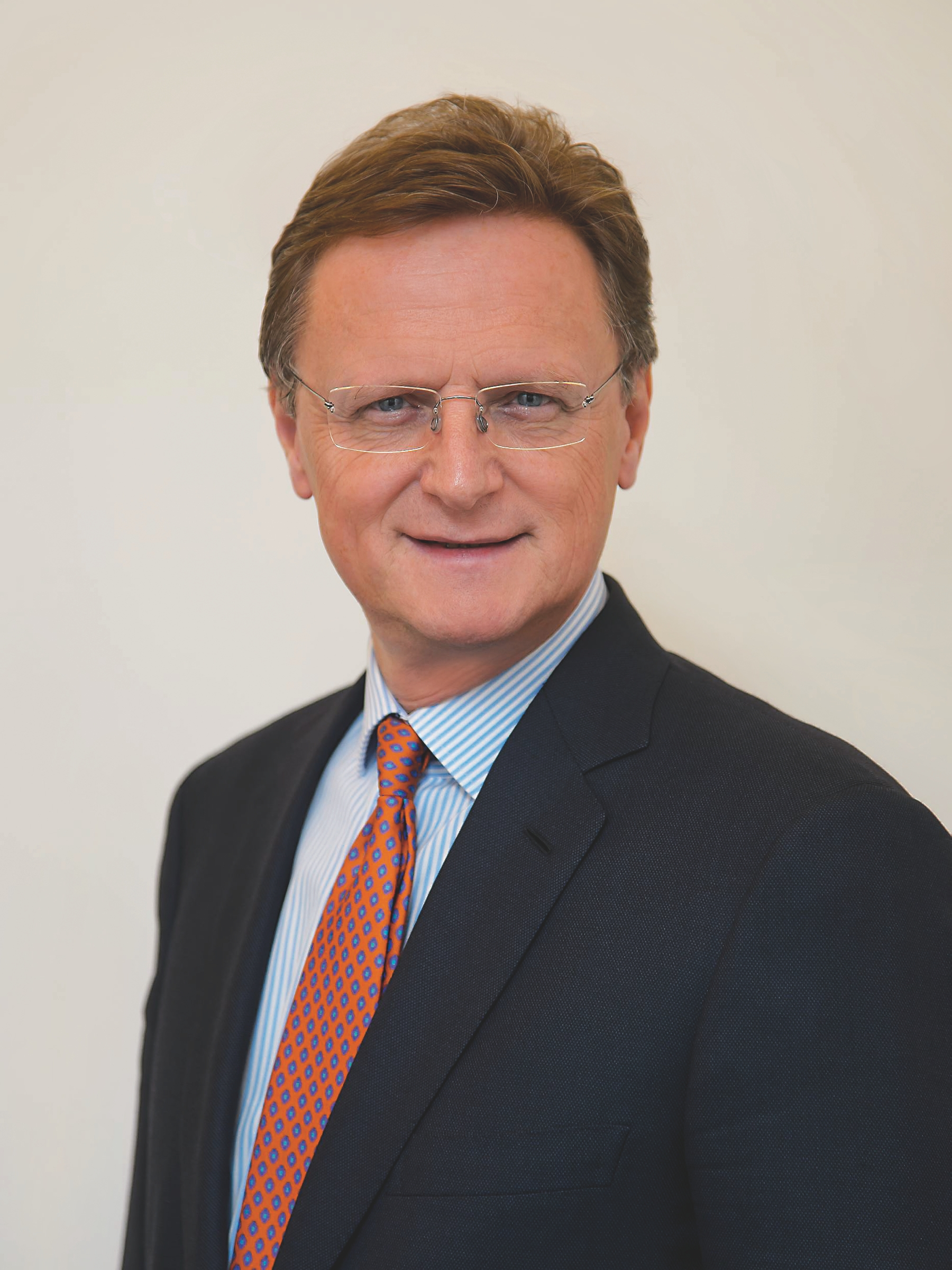
のオーナーであり孫でもあるヘルマン・グマイナー＝ワグナー

### 同族経営企業の草創期
ワーグナー宝飾店の社名は創業者であるパウル・ワーグナーにちなむ。パウル・ワーグナーは20世紀の初めに、カールシュタイン・アン・デア・ターヤーにあるオーストリア・ハンガリー帝国時計技術専門学校で学び、マイスター試験に合格。1917年、パウル・ワーグナーは妻のルイーゼとともに、市中心部にほど近いWiedner Hauptstraßeに小さな店舗を開いた。開店から数年の間に、顧客の需要は従来型の懐中時計から近代的な腕時計へと変化。これによりワーグナーは大きな利益を上げた。ワーグナー宝飾店は、いつでもどこでも正確に時間を示すことができるよう、手仕事の品質を重視した。
1930年代、ワーグナーは店舗の拡張に尽力する。オーストリアがナチス・ドイツに併合された後、ウィーン市ケルントナー通りのとある店舗が、賃貸物件としてワーグナーに提供された。この店舗はもともとメトリンガー宝飾店のものであったが、メトリンガーは1938年に妻と共にパナマに移住。1939年9月、ワーグナーは財産流通局（Vermögensverkehrsstelle）より、店舗取得に必要な許可を得た。1945年4月、連合軍侵攻の直前、市中心部で略奪と深刻な破壊行為が発生し、ワーグナー宝飾店の店舗も被害を受けた。
第二次世界大戦終戦後の1949年、パウル・ワーグナーの娘のエルフリーデ・グマイナー・ワーグナーと息子のパウル・ワーグナー・ジュニアが、同族経営企業を受け継いだ。創業者であるパウル・ワーグナーは1949年に、その妻は1950年に死去。

### 二代目および三代目
エルフリーデ・グマイナー・ワーグナーとパウル・ワーグナー・ジュニアの力により、ワーグナー宝飾店は、ウィーン市中心部を代表する宝飾店の一つへと成長。1954年には、スイスの時計メーカーであるロレックスから、オーストリアの専門店として初めて正規品販売店に認定された。その後数十年にわたって著名ブランドの取り扱いを増やし、さらに独自のジュエリー制作も開始した。その一例が、初期に歴史をさかのぼる「Solitaire」コレクションである。「Solitaire」はワーグナー宝飾店の登録商標である。1981年にパウル・ワーグナー・ジュニアが経営から退いた後、他の近親者は別の職業に興味を持っていたため、創業者の孫にあたる三代目のヘルマン・グマイナー・ワーグナーが同族経営企業を継承した。
ヘルマン・グマイナー・ワーグナーの指揮のもと、ワーグナーの「W」を彫り込んだブルーサファイアを自社製品のトレードマークとして導入し、新しい外観デザインを確立。さらに再び世界的に有名なブランドとの提携に力を入れ、1990年代には例えばイタリアの高級ブランドであるブルガリのジュエリーや時計をラインナップに加えた。ウィーン国立歌劇場の名誉指輪（2004年）およびブルク劇場の名誉指輪（2010年）により、ワーグナー宝飾店はその文化的な貢献活動を社会に示している。
1990年以降、ワーグナー宝飾店は、40 m2から現在の2,000 m2にまで拡大。ウィーン市中心部に、金細工工房および時計工房、事務所も構えている。

### 近年の状況
2004年、ケルントナー通りのワーグナーの店舗で強盗事件が発生。容疑者はその後オリエント急行内で拘束された。これを受け、ウィーンの多くの宝飾店が安全対策を強化した。この事件もあり、2000年代半ばには本店の大規模な改装が行われた。
顧客にとって「居心地の良い雰囲気」を重視した開放的な新コンセプトは、国内および世界中の同業者から肯定的に評価され、多くがこれに追随した。2010年代には、ウィーン市内のグラーベンに2号店およびロレックスブティック（2011年）、ウブロブティック（2014年）を開店。

## 組織形態

### 法形式
ワーグナー宝飾店は、オーストリア法にもとづく有限責任会社の法形式で経営される。事業内容には特に、ジュエリーおよび時計の売買、金細工・銀細工、時計製造が含まれる。

### 出資者
ワーグナー宝飾店の出資者は、ヘルマン・グマイナー・ワーグナーおよびグマイナー組合（Gmeiner Gesellschaft）である。グマイナー組合も完全にヘルマン・グマイナー・ワーグナーの所有であるため、彼が間接的に同族経営企業を100%管理している。

### 取締役
ヘルマン・グマイナー・ワーグナーが会社の商法上の取締役である。オペレーションにはさらに、彼の妻のカタリーナ、娘のアントニア、息子のフェリックスが携わっている。従業員数は約70名。

## 取り扱い商品
ワーグナー宝飾店は、金細工工房および時計工房を所有している。ロレックス、ウブロ、ブルガリ、カルティエ、IWC、ジャガールクルト、パネライ、ショパール、ブライトリング、タグ・ホイヤー、ロンジン、チュードル等の世界的に有名なブランドのジュエリーおよび時計を商品として取り扱っている。さらに独自のジュエリーコレクション「Solitaire」、「Masterpiece」、「Rivière」などを展開。独自のコレクションは1980年代にスタートし、ここ数十年、ワーグナー宝飾店にとって重要性を増している。ワーグナーは、「特殊ダイアモンド加工のエキスパート」を自負している。

## 名誉指輪

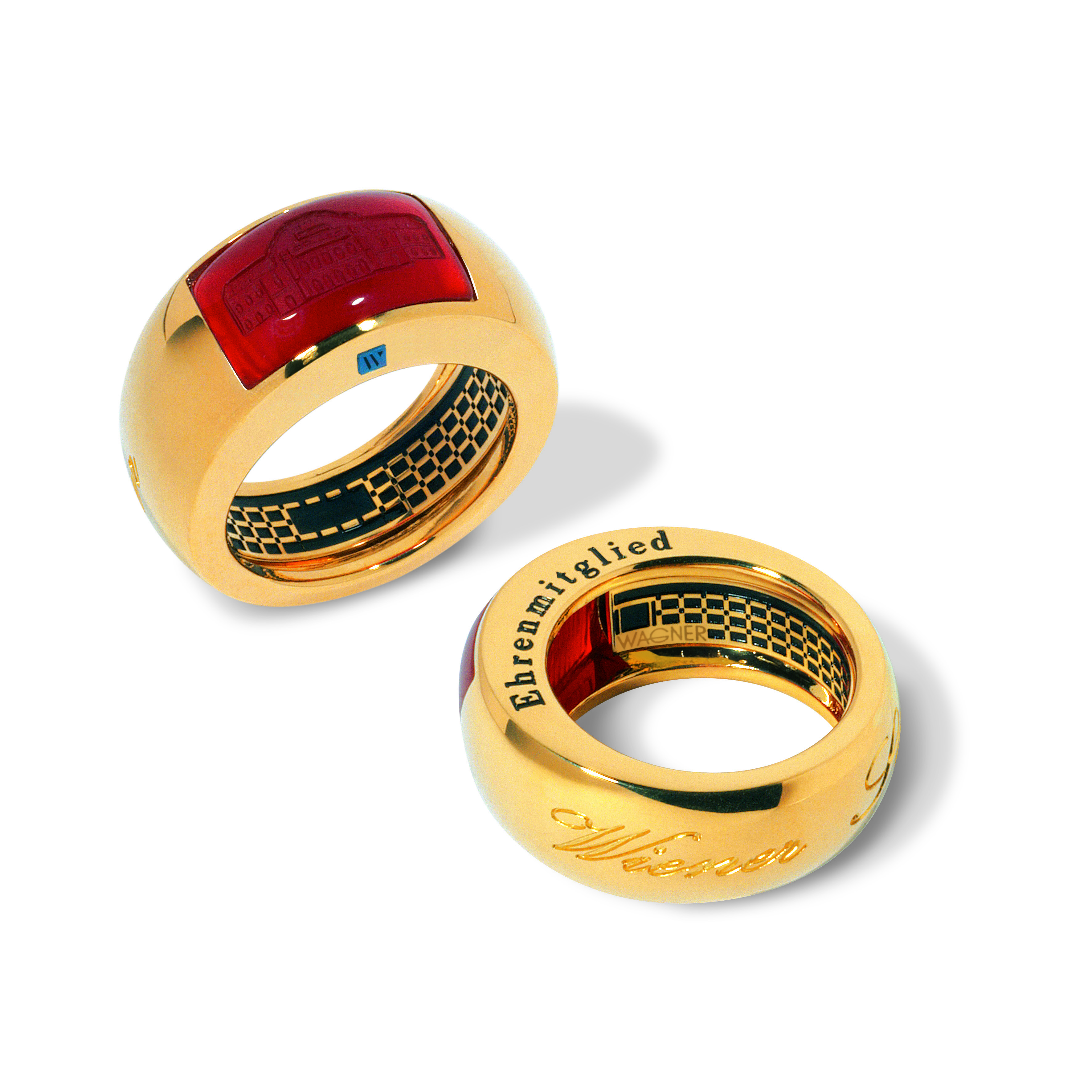
ウィーン国立歌劇場の名誉指環

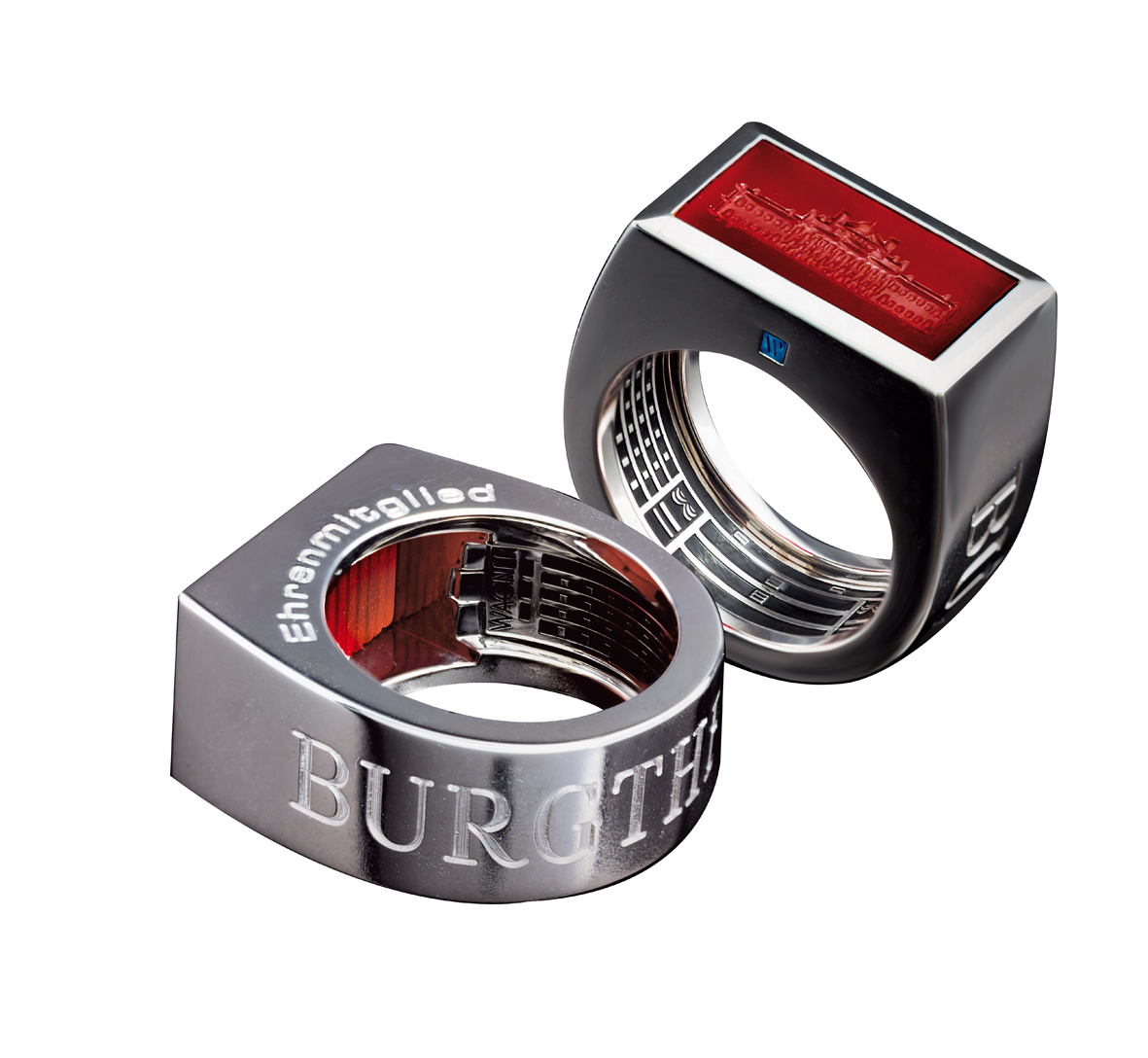
ウィーンブルク劇場の名誉の指輪

ワーグナー宝飾店について特筆すべきは、ウィーン国立歌劇場の名誉指輪およびブルク劇場の名誉指輪の制作である。どちらもワーグナー宝飾店の工房で制作され、ウィーン国立歌劇場またはブルク劇場に特に貢献した芸術家に、不定期に贈呈される。贈呈される名誉指輪には、受賞者の名前が彫り込まれる。

### ウィーン国立歌劇場の名誉指輪
ウィーン国立歌劇場の外観と内部がデザインされた、18金イエローゴールドの指輪。カーネリアンに建物のファサードが彫り込まれ、内側には赤いオペラカーテンのドレープと、大統領のボックス席を含む桟敷席が表現されている。

### ブルク劇場の名誉指輪
18金ホワイトゴールドの指輪。外側にはブルク劇場のファサードを彫り込んだ赤い四角形のカーネリアンがあしらわれ、内側にはオペラカーテンのドレープが彫り込まれている。指輪の腕部分の内側には、観客席が詳細に表現されている。